# Olympische Sommerspiele 2024/Rudern – Vierer ohne Steuermann
Der Vierer ohne Steuermann im Rudern bei den Olympischen Spielen 2024 in Paris fand vom 28. Juli bis 1. August 2024 statt. Schauplatz der Wettkämpfe war die Regattastrecke Stade nautique de Vaires-sur-Marne im Ort Vaires-sur-Marne, der sich östlich des Großraums Paris befindet. Titelverteidiger sind die Australier, die in Tokio in der Besetzung Alexander Purnell, Spencer Turrin, Jack Hargreaves und Alexander Hill die Goldmedaille gewannen.

## Titelträger
| Olympische Spiele 2020       | Australien     | Tokio             |
| Weltmeisterschaften 2023     | Großbritannien | Belgrad           |
| Panamerikanische Spiele 2023 | Chile          | Santiago de Chile |
| Asienspiele 2022             | Usbekistan     | Hangzhou          |
| Europameisterschaften 2024   | Großbritannien | Szeged            |

## Qualifikation
Die Qualifikation erfolgte hauptsächlich über die Weltmeisterschaften 2023. Die besten sieben Nationen dort erhielten einen Quotenplatz für die Olympischen Spiele in Paris. Die verbleibenden zwei Startplätze wurden bei einer finalen Qualifikationsregatta in Luzern im Mai 2024 vergeben.

## Vorläufe
Sonntag, 28. Juli 2024

### Vorlauf 1
| Rang | Bahn | Nation         | Athleten                                                                         | Zeit (min) | Qualifikation |
| ---- | ---- | -------------- | -------------------------------------------------------------------------------- | ---------- | ------------- |
| 1    | 1    | Neuseeland     | Matt Macdonald, Oliver Maclean, Tom Murray, Logan Ullrich                        | 6:03,08    | Finale A      |
| 2    | 5    | Großbritannien | Matt Aldridge, David Ambler, Freddie Davidson, Oliver Wilkes                     | 6:05,63    | Finale A      |
| 3    | 3    | Rumänien       | Bogdan-Sabin Băițoc, Alexandru-Laurențiu Danciu, Andrei Mândrilă, Ciprian Tudosă | 6:06,60    | Hoffnungslauf |
| 4    | 2    | Niederlande    | Eli Brouwer, Guus Mollee, Nelson Ritsema, Rik Rienks                             | 6:08,75    | Hoffnungslauf |
| 5    | 4    | Italien        | Giovanni Abagnale, Nicholas Kohl, Matteo Lodo, Giuseppe Vicino                   | 6:14,65    | Hoffnungslauf |

### Vorlauf 2
| Rang | Bahn | Nation             | Athleten                                                         | Zeit (min) | Qualifikation |
| ---- | ---- | ------------------ | ---------------------------------------------------------------- | ---------- | ------------- |
| 1    | 1    | Vereinigte Staaten | Justin Best, Liam Corrigan, Michael Grady, Nick Mead             | 6:04,95    | Finale A      |
| 2    | 5    | Australien         | Fergus Hamilton, Alexander Hill, Timothy Masters, Jack Robertson | 6:06,84    | Finale A      |
| 3    | 3    | Frankreich         | Benoît Brunet, Teo Rayet, Guillaume Turlan, Thibaud Turlan       | 6:07,52    | Hoffnungslauf |
| 4    | 2    | Schweiz            | Patrick Brunner, Tim Roth, Kai Schätzle, Joel Schürch            | 6:10,86    | Hoffnungslauf |

## Hoffnungslauf
Dienstag, 30. Juli 2024
| Rang | Bahn | Nation      | Athleten                                                                         | Zeit (min) | Qualifikation |
| ---- | ---- | ----------- | -------------------------------------------------------------------------------- | ---------- | ------------- |
| 1    | 1    | Italien     | Giovanni Abagnale, Nicholas Kohl, Matteo Lodo, Giuseppe Vicino                   | 5:52,65    | Finale A      |
| 2    | 4    | Rumänien    | Bogdan-Sabin Băițoc, Alexandru-Laurențiu Danciu, Andrei Mândrilă, Ciprian Tudosă | 5:53,52    | Finale A      |
| 3    | 3    | Frankreich  | Benoît Brunet, Teo Rayet, Guillaume Turlan, Thibaud Turlan                       | 5:53,59    | Finale B      |
| 4    | 2    | Niederlande | Eli Brouwer, Guus Mollee, Nelson Ritsema, Rik Rienks                             | 5:56,86    | Finale B      |
| 5    | 5    | Schweiz     | Patrick Brunner, Tim Roth, Kai Schätzle, Joel Schürch                            | 6:00,29    | Finale B      |

## Finale

### A-Finale
Donnerstag, 1. August 2024

Anmerkung: zur Ermittlung der Plätze 1 bis 6
| Rang | Bahn | Nation             | Athleten                                                                         | Zeit (min) |
| ---- | ---- | ------------------ | -------------------------------------------------------------------------------- | ---------- |
| 1    | 1    | Vereinigte Staaten | Justin Best, Liam Corrigan, Michael Grady, Nick Mead                             | 5:49,03    |
| 2    | 4    | Neuseeland         | Matt Macdonald, Oliver Maclean, Tom Murray, Logan Ullrich                        | 5:49,88    |
| 3    | 2    | Großbritannien     | Matt Aldridge, David Ambler, Freddie Davidson, Oliver Wilkes                     | 5:52,42    |
| 4    | 1    | Italien            | Giovanni Abagnale, Nicholas Kohl, Matteo Lodo, Giuseppe Vicino                   | 5:55,07    |
| 5    | 6    | Rumänien           | Bogdan-Sabin Băițoc, Alexandru-Laurențiu Danciu, Andrei Mândrilă, Ciprian Tudosă | 5:56,85    |
| 6    | 5    | Australien         | Fergus Hamilton, Alexander Hill, Timothy Masters, Jack Robertson                 | 6:00,35    |

### B-Finale
Donnerstag, 1. August 2024

Anmerkung: zur Ermittlung der Plätze 7 bis 9
| Rang | Bahn | Nation      | Athleten                                                   | Zeit (min) |
| ---- | ---- | ----------- | ---------------------------------------------------------- | ---------- |
| 7    | 1    | Niederlande | Eli Brouwer, Guus Mollee, Nelson Ritsema, Rik Rienks       | 5:56,35    |
| 8    | 2    | Frankreich  | Benoît Brunet, Teo Rayet, Guillaume Turlan, Thibaud Turlan | 5:57,78    |
| 9    | 3    | Schweiz     | Patrick Brunner, Tim Roth, Kai Schätzle, Joel Schürch      | 6:02,61    |